# Nicolás Pauls
Nicolás Pauls (Buenos Aires, 20 de diciembre de 1973) es un actor, músico y presentador de televisión argentino.

## Biografía
Nicolás Pauls es hijo del actor y productor de cine Axel Pauls y de la pintora Marina Guerrero y hermano menor de Gastón Pauls, actor y músico. Además tiene dos medio hermanos mayores: Cristian Pauls, actor y director, y Alan Pauls, escritor; y una media hermana menor, Ana Pauls, actriz. Proviene de una familia de artistas, donde sus abuelos paternos eran bailarines.

## Carrera profesional
Como músico ha editado 10 discos y producido otros tres con artistas de todo el mundo. Además participó del proyecto benéfico “Canciones de cuna” para “Casa de la cultura de la calle” con Luis Alberto Spinetta, Litto Nebbia, Pedro Aznar,  Ricardo Mollo, Fito Páez, Hugo Fattoruso, Damien Rice, Wayne Hussey, Moreno Veloso, Skay, Bill Fay, Julieta Venegas, Lisandro Aristimuño, Jonathan Richman, Salvador Sobral y muchos más. Después de años en la música como baterista de diversos grupos (Las 4 estaciones, La terminal, 4ºespacio y Horizonte) editó su primer disco solista llamado Comienzo en 2016, luego Interior en 2019 y la trilogía De otros, en 2019, 2021 y 2022.
Como actor debutó en televisión en las series 90 60 90 modelos (1996) y 5 amigos (1997-2003). Luego apareció en otras series y telenovelas como Gasoleros (1998), El hacker (2001), Resistiré (2003), Sangre fría (2004), Soy tu fan (2006) y Casi ángeles (2008).
En cine actuó en Buenos Aires viceversa (1996), Fuga de cerebros (1998), 
Nueces para el amor (2000), Hermanas (2005), El salto de Christian (2007), entre otras películas.
Nicolás es defensor de los derechos de los animales, publicando en 2019 un video con la ONG Sinergia Animal contra la producción de huevos en Argentina.

## Filmografía

### Cine
| Año  | Título                               | Papel               | Notas                              |
| ---- | ------------------------------------ | ------------------- | ---------------------------------- |
| 1996 | Buenos Aires viceversa               | Damián              |                                    |
| 1997 | Martín Hache                         | Leo                 |                                    |
| 1998 | Buenos Aires me mata                 |                     |                                    |
| 1998 | Fuga de cerebros                     | Ríos                |                                    |
| 2000 | Nueces para el amor                  | Marcelo (joven)     |                                    |
| 2004 | Dolores de casada                    |                     |                                    |
| 2004 | Los esclavos felices                 | Andrés              |                                    |
| 2004 | La sombra de Jeniffer                | Roberto             |                                    |
| 2005 | Hermanas                             | Martín García Solís |                                    |
| 2006 | Vacas gordas                         | Gabriel             |                                    |
| 2007 | El salto de Christian                | Mario               |                                    |
| 2007 | Tres minutos                         | Alex                |                                    |
| 2008 | Paisito                              | Xavi                |                                    |
| 2008 | Amorosa soledad                      | Nico 1              |                                    |
| 2009 | Miserias                             | Enrique             |                                    |
| 2009 | Una cita, una fiesta y un gato negro | Andrés              |                                    |
| 2011 | When You Need Them                   | Marcos (voz)        | Cortometraje                       |
| 2012 | Rouge amargo                         | Luis Harili         |                                    |
| 2013 | Rambleras                            | Gustavo             |                                    |
| 2013 | Hugo Paco Luis y tres chicas de rosa | Hugo                |                                    |
| 2014 | Condenados                           |                     |                                    |
| 2014 | Anagramas                            | Ariel               |                                    |
| 2014 | Amapola                              | Ariel               |                                    |
| 2014 | Dulces noches de Buenos Aires        |                     |                                    |
| 2015 | Naturaleza muerta                    | Gerardo Basavilbaso |                                    |
| 2015 | Tras la pantalla                     | Él mismo            |                                    |
| 2020 | Respira                              | Gerardo             |                                    |
| 2021 | Matanza                              |                     | Cortometraje                       |
| 2021 | Torasidis Last Masterpiece           | José                | Cortometraje                       |
| 2022 | De Italia a España por Olivos        | Nicolás             | También como guionista y productor |
| 2022 | El hombre inconcluso                 | Julián              |                                    |
| 2023 | Unicornio                            | Mario               |                                    |
| 2024 | Apaixonada                           | Pepe                |                                    |

### Televisión
| Año            | Título                           | Papel                            | Notas                                        |
| -------------- | -------------------------------- | -------------------------------- | -------------------------------------------- |
| 1995           | Hacete cargo                     | Conductor                        |                                              |
| 1996-1997      | 90 60 90 modelos                 | Damián López Ocampo              |                                              |
| 1997-1998      | Gasoleros                        | Sebastián                        |                                              |
| 1998-2000 2007 | Volver rock                      | Conductor                        |                                              |
| 2001           | El hacker                        | Nicolás                          |                                              |
| 2002           | Tiempo final                     | Martín                           | Episodio: «El segundo»                       |
| 2002           | Tiempo final                     | Javier                           | Episodio: «Cada vez que respiras"»           |
| 2002           | Infieles                         | Amante                           | Episodio: «Lo mismo de siempre»              |
| 2003           | Resistiré                        | Hernán                           |                                              |
| 2004           | Sangre fría                      | Nahuel                           |                                              |
| 2004           | Locas de amor                    | Claudio                          |                                              |
| 2005           | Historias de sexo de gente común | Andrés                           |                                              |
| 2005           | Conflictos en red                | Cristian                         | Episodio: «Amigos»                           |
| 2005           | Conflictos en red                | Fernando                         | Episodio: «Compromiso»                       |
| 2006           | Mujeres asesinas                 | Santiago                         | Episodio: «Lucía, memoriosa»                 |
| 2006           | Mujeres asesinas                 | Lautaro                          | Episodio: «Rosa, soltera»                    |
| 2006           | Soy tu fan                       | Gastón                           |                                              |
| 2006           | Sos mi vida                      | Eric                             |                                              |
| 2006           | Un cortado, historias de café    |                                  |                                              |
| 2007           | La ley del amor                  | Matías                           |                                              |
| 2007           | Top Five                         | Conductor                        |                                              |
| 2008           | Casi ángeles                     | Salvador Quiroga Harms           |                                              |
| 2008           | B&B                              | Él mismo                         | Cameo                                        |
| 2008           | Todos contra Juan                | Productor de La vida es un juego |                                              |
| 2008-2009      | Elepé                            | Conductor                        |                                              |
| 2009           | Acompañantes                     | Kende Zacolta                    |                                              |
| 2009           | Valientes                        | Carlos Belaustegui               |                                              |
| 2009-2010      | Ciega a citas                    | Matías Russo                     |                                              |
| 2010           | Alguien que me quiera            | Gonzalo                          |                                              |
| 2011           | Historias de la primera vez      | Darío                            | Episodio: «La primera vez que fui padre»     |
| 2011           | Proyecto aluvión                 | Juan Cruz                        | Episodio: «El luto»                          |
| 2011           | Proyecto aluvión                 | Renato                           | Episodio: «Evita me ama»                     |
| 2011           | Proyecto aluvión                 | Fito                             | Episodio: «Las manos de la gloria - Parte 2» |
| 2012           | 30 días juntos                   | Julián                           |                                              |
| 2012-2014      | Vivo en Argentina                | Conductor                        |                                              |
| 2013           | Inconsciente colectivo           | Francisco Villegas               |                                              |
| 2014           | Mis amigos de siempre            | León                             |                                              |
| 2014           | El legado                        | Anzani                           |                                              |
| 2015-2016      | Conflictos modernos              | Marcelo López                    | Episodio: «Nahuel»                           |
| 2015-2016      | Conflictos modernos              | Martín Torres                    | Episodio: «Un gran favor»                    |
| 2015           | El mal menor                     | Nicolás (adulto)                 | Episodio: «Viviana – Celina»                 |
| 2016           | Estocolmo                        | Rodríguez                        |                                              |
| 2017-2019      | Once                             | Francisco Velázquez              |                                              |
| 2018           | La caída                         | Matías Dubois                    |                                              |
| 2018           | Rizhoma Hotel                    | Guillermo                        | Episodio: «Digan whisky»                     |
| 2020           | Separadas                        | David Cruciani                   |                                              |
| 2023           | Planners                         | Ulises                           |                                              |
| 2023           | Las bellas almas de los verdugos | Giunta                           |                                              |
| 2023           | Fantasmas de la política         | Conductor                        |                                              |
| 2023           | Embajadores                      | Conductor                        |                                              |
| 2025           | Viudas negras, p*tas y chorras   | Fernando                         |                                              |

### Web
| Año  | Título       | Papel    | Notas           |
| ---- | ------------ | -------- | --------------- |
| 2014 | Buscando a X | Él mismo | Episodios 5 y 9 |

## Teatro
| Año       | Título                              | Papel              | Lugar                                                     |
| --------- | ----------------------------------- | ------------------ | --------------------------------------------------------- |
| 2007      | Pichincha al 400                    | Actuación en video | Chacarerean Teatre                                        |
| 2009      | Alicia en el país de las maravillas | Conejo Blanco      | Teatro Astral                                             |
| 2011      | Shangay                             |                    | Chacarerean Teatre                                        |
| 2014      | El secreto de la vida               | Chano              | Teatro Metropolitan                                       |
| 2015-2016 | Encuentro de genios                 | Albert Einstein    | Teatro 25 de Mayo                                         |
| 2018-2019 | Atracción fatal                     | Jimmy              | Multitabaris Comafi / Teatro Carlos Gardel / Teatro Maipú |

## Discografía
- Las 4 estaciones (1996)
- La Terminal (2000)
- 4º espacio (2003)
- Ventanas (2006)
- Horizonte (2011)
- Canciones de cuna 1 (2013)
- Canciones de cuna 2 (2016)
- Canciones de cuna 3 (2022)
- Comienzo (2016)
- Interior (2019)
- de otros (2019)
- de otros, Vol. 2 (2021)
- de otros, vol 3 (2022)
- Tres en vivo en CCK (2023)

## Premios y nominaciones
| Año  | Organización            | Categoría            | Trabajo                | Resultado | Ref(s) |
| ---- | ----------------------- | -------------------- | ---------------------- | --------- | ------ |
| 1998 | Premios Cóndor de Plata | Revelación masculina | Buenos Aires viceversa | Nominado  | [ 8 ]  |